# Should a Wife Forgive?
Should a Wife Forgive? is een Amerikaanse dramafilm uit 1915 onder regie van Henry King.

## Verhaal
De wufte mannenverslindster La Belle Rose is van plan om Jack Holmes weg te stelen bij zijn vrouw Mary. Hij vergooit zijn laatste stuiver aan haar, terwijl zijn vrouw Mary onderwijl in bittere nooddruft achterblijft. Wanneer La Belle Rose ogenschijnlijk wordt vermoord door een ijverzuchtige vrijer, valt de verdenking op Jack. Hij wordt uiteindelijk van alle blaam gezuiverd door een afscheidsbrief van zijn minnares, waarin ze schrijft dat ze van plan was om zelfmoord te plegen uit schaamte voor haar onbezonnen levenswandel.

## Rolverdeling
| Acteur           | Personage           |
| ---------------- | ------------------- |
| Lillian Lorraine | La Belle Rose       |
| Mabel Van Buren  | Mary Holmes         |
| Henry King       | Jack Holmes         |
| Lew Cody         | Alfred Bedford      |
| William Lampe    | Dr. Charles Hoffman |
| Mollie McConnell | Mevrouw Forrester   |
| Fred Whitman     | Reggy Stratford     |
| Daniel Gilfether | Henry Wilson        |
| Marie Osborne    | Robert Wilson       |